# Минаре (дем Просечен)
Минаре или Минаре чифлик (на гръцки: Σιταγροί, Ситагри, до 1927 година Μιναρέ Τσιφλίκ, Минаре Цифлик) е село в Гърция, дем Просечен.

## География
Селото е разположено на 80 m надморска височина в Драмското поле, на 11 km югозападно от Драма по пътя за Зъхна.

## История
Край Минаре в 1967 – 1970 година е разкрито неолитно селище.
В началото на XX век Минаре е село в Драмска каза на Османската империя. Според статистиката на Васил Кънчов („Македония. Етнография и статистика“) в 1900 година Минаре има 80 жители цигани.
През Балканската война в 1912 година селото е освободено от части на българската армия, но остава в Гърция след Междусъюзническата война в 1913 година. В преброяванията от 1913 и 1920 година не фигурира. През 1916 - 1918 година е под българско управление. 
В 1923 година тук са заселени 192 гръцки бежански семейства с 854 жители. В 1927 година името на селото е сменено на Ситагри. Според преброяването от 1928 година Минаре е изцяло бежанско село със 192 бежански семейства със 797 души.
Населението се занимава с отглеждане на памук, тютюн, жито, фуражи и други земеделски култури, както и с краварство.
| Име             | Име                | Ново име         | Ново име          | Описание                |
| --------------- | ------------------ | ---------------- | ----------------- | ----------------------- |
| Димитров чифлик | Τσιφλίκι Δημητρίου | Хорафия Димитриу | Χωράφια Δημητρίου | местност на З от Минаре |

| Година    | 1913 | 1920 | 1928 | 1940 | 1951 | 1961 | 1971 | 1981 | 1991 | 2001 | 2011 | 2021 |
| --------- | ---- | ---- | ---- | ---- | ---- | ---- | ---- | ---- | ---- | ---- | ---- | ---- |
| Население |      |      | 854  | 1351 | 1205 | 1078 | 836  | 862  | 752  | 998  | 702  | 535  |